# Corylus jacquemontii
Corylus jacquemontii — вид квіткових рослин роду ліщина (Corylus) родини березові (Betulaceae).

## Поширення
Вид поширений на західних схилах Гімалаїв в Афганістані, на півночі Індії та заході Непалу. Росте на висотах 1800–3000 м.

## Опис

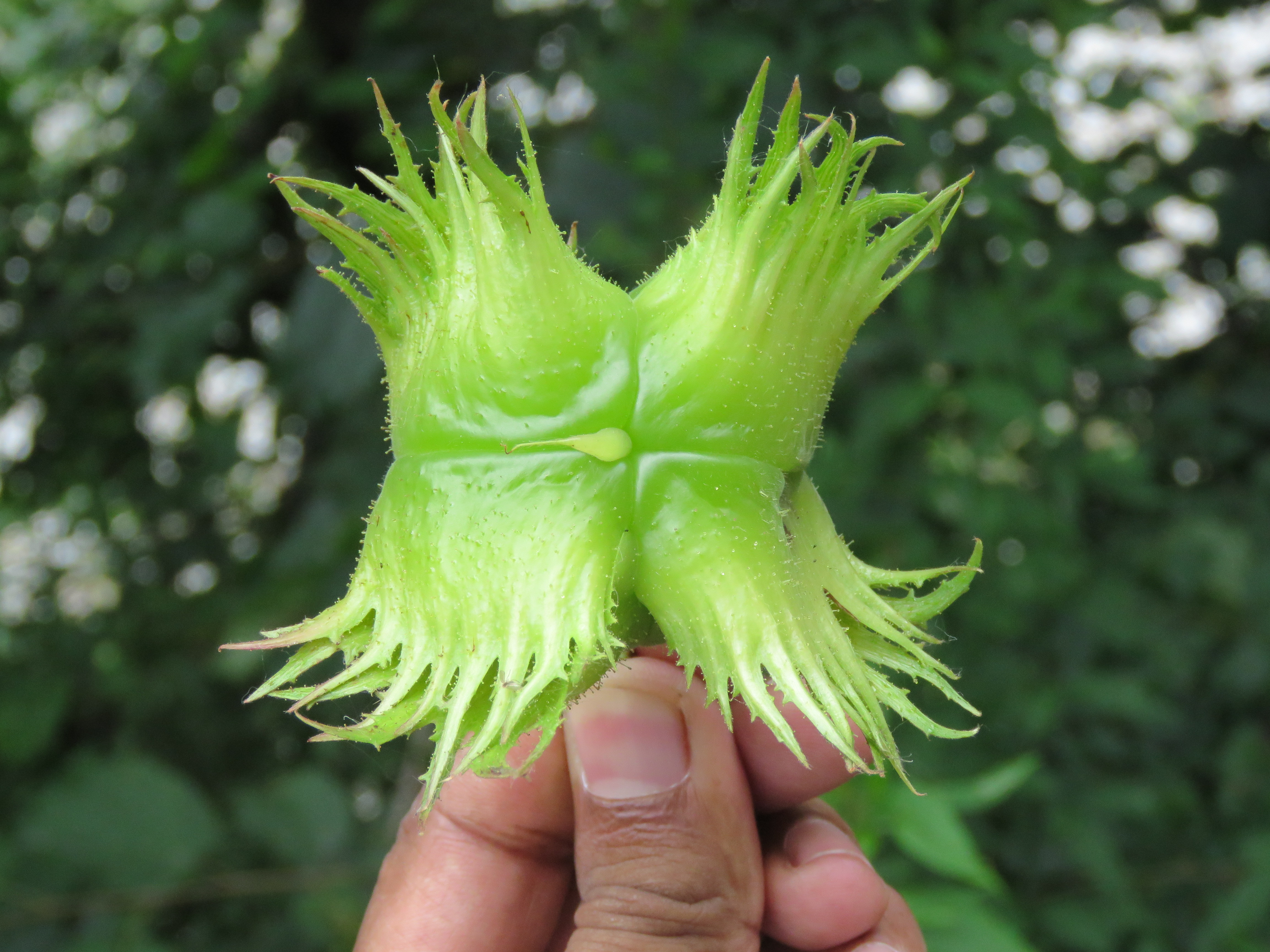

Листопадне дерево середнього розміру, заввишки до 25 м. Має тонку темно-сіру кору. Листки широко яйцеподібні, 8–15 см завдовжки, загострене, з подвійно пилоподібними краями. Дрібні квітки утворюються у чоловічих китичках довжиною 2–4 см і жіночих колосках. Горіхи утворюються у скупченнях по 2–3, кожен із шкірястим, волохатим покривом, довжиною до 4 см.
Цвіте з квітня по травень, насіння дозріває з вересня по жовтень. Вид однодомний (окремі квіти чоловічі або жіночі, але обидві статі можна зустріти на одній рослині) і запилюється вітром.
Може рости в напівтіні (світлий ліс) або без тіні. Віддає перевагу вологому ґрунту. Рослина добре переносить сильний вітер.

## Використання
Насіння використовується в їжу сирим або обсмаженим. З насіння виготовляють також олію.